# Mariënhaven
Het klooster Mariënhaven stond in het Nederlandse dorp Warmond, provincie Zuid-Holland. Het in 1413 gestichte klooster is in 1573 verwoest.

## Geschiedenis
In 1386 schonk graaf Albrecht van Beieren tien morgen grond van het voormalige kasteel Dirks Steenhuis in Warmond aan het cisterciënzer klooster Kamp. Het was de bedoeling dat de orde een nieuw klooster in Warmond zou bouwen, maar de schenking was te klein om er daadwerkelijk een klooster van te kunnen stichten en onderhouden. Daarom werd gewacht totdat er meer inkomsten kwamen. Over de tussentijdse opbrengsten van de tien morgen grond ontstond echter al wel een conflict tussen de kloosters Onzer Vrouwenberge te IJsselstein en het Onzer Vrouwenkroon te Heusden. De abt van Kamp besloot daarom in 1391 dat de inkomsten gelijkelijk over beide kloosters werden verdeeld zolang er in Warmond nog geen klooster was gesticht.

### Bouw van het klooster
In 1412 deed Jan van den Woude, heer van Warmond, een schenking die alsnog de bouw van een klooster mogelijk maakte. Hij leverde een bijdrage aan de bouw van de kloosterkerk en gebouwen en droeg diverse inkomsten en voorrechten over aan het nieuwe klooster. Graaf Willem van Beieren bekrachtigde de schenking die Jan had gedaan; tevens nam hij het klooster onder zijn bescherming en hij gaf het klooster vrijstelling van morgengeld. In 1413 werd het klooster geopend en de eerste bewoners waren zes monniken uit het klooster van IJsselstein. 
Broeder Johannes de Monasterio werd aangewezen als hoofd van het nieuwe klooster. Hij ontving echter geen bevoegdheden als prior: deze bleven in handen van de prior van IJsselstein. Pas als Mariënhaven op een volledige bezetting van dertien broeders zou komen, werd het klooster geheel zelfstandig en kon het een eigen prior kiezen.

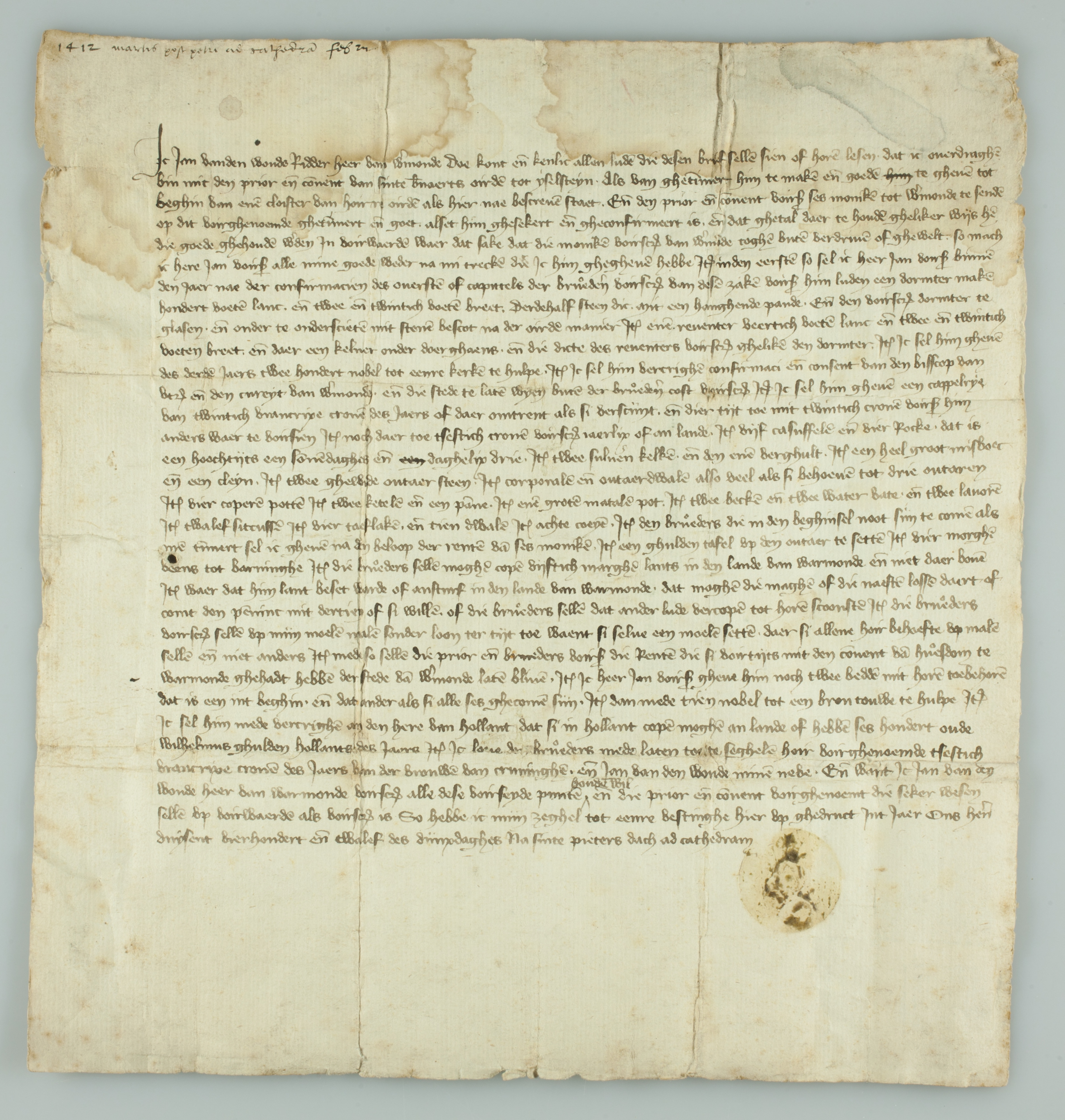
Schenkingsakte door Jan van den Woude (1412)

Lekenbroeders en conversen zorgden voor de huishoudelijke taken: zij waren onder andere bierbrouwer, imker, timmerman, portier, kleermaker en geneeskundige. De monniken richtten zich op de hogere functies en de kerkelijke plichten en verzorgden in opdracht schrijfwerk, zoals een keurboek voor Leiden in 1511.

### Schenkingen
Mariënhaven kreeg diverse schenkingen, onder andere van Jan van Beieren en de families Van den Woude en Van Alkemade. De stad Leiden schonk wekelijks twee snoekbaarzen. Verder schonken diverse particulieren en kerkdienaars boeken en kostbaarheden. 
Dankzij de vele schenkingen bezat Mariënhaven gronden in diverse plaatsen, waaronder Leiden, Bodegraven, Heenvliet en Zuid-Beveland. 

### Voortgang
Het klooster stond goed bekend. De prior van Warmond wijdde het Barbaraklooster van Noordwijk in en in 1445 werd het nieuwe klooster in Waarschoot door de prior van Warmond geïnspecteerd. Vier jaar later kreeg Mariënhaven de status van ‘paternitas’ ten opzichte van het Waarschootse klooster.
Met de kloosters van IJsselstein en Sibculo werd vanaf 1415 nauw samengewerkt in een colligatie. Zo regelden ze de onderlinge visitatie van elkaars klooster. De drie kloosters trokken ook samen op in hun wens om strengere leefregels in te voeren, waarvoor ze in 1418 toestemming kregen. De colligatie zou hierna verder uitgroeien door de aansluiting van andere kloosters, waaronder de Sint-Salvatorabdij te Antwerpen en Hemelpoort te Heemstede.
In 1462 werden de leefregels aangetrokken. De monniken mochten zich nog wel buiten het klooster begeven, maar alleen binnen een strak afgebakend gebied. Alleen in uitzonderlijke gevallen als oorlog, ziekte of het bezoek aan een ander klooster kon men ontheffing krijgen. Op overtreding stond straf.

### Verwoesting
In 1545 werd het klooster door brand verwoest, maar het werd weer herbouwd. In 1573 werd Mariënhaven echter opnieuw verwoest, nu als gevolg van het beleg van Leiden.
De Staten van Holland besloten in 1575 om de inkomsten van Mariënhaven toe te wijzen aan de Leidse universiteit. De resterende kloosterlingen – zes monniken, twee lekenbroeders en prior Anthonis Hermansz. – kregen een alimentatie toegewezen.

## Beschrijving
De locatie van het klooster was lange tijd onbekend. Hoogleraar Jaap Renaud stelde dat het in 1799 gebouwde Groot-Seminarie op de plek stond van het oude Mariënhaven. Uit verder onderzoek kwam echter naar voren dat de Kloosterwei de daadwerkelijke plek is waar Mariënhaven heeft gestaan. Deze Kloosterwei behoorde oorspronkelijk toe aan het kasteel Dirks Steenhuis: volgens een oorkonde uit 1476 beschikte dit kasteel aan de oostzijde over 10 morgen aan grond, waarmee de grond werd bedoeld die deel uitmaakte van de schenking uit 1386 aan het nieuw te stichten klooster. In de jaren 20 van de 20e eeuw werd er een waterput van kloostermoppen gevonden en in 1973 werden in de nieuwbouwwijk Kloosterwei resten aangetroffen van een houten molenrad en bakstenen constructies. Ook kwam in een tuin een versierde haardsteen tevoorschijn. Een 16e-eeuwse kaart ten slotte bevestigt dat Mariënhaven inderdaad heeft gestaan op de plek van de Kloosterwei.
Het klooster bestond onder andere uit een slaapzaal, een refter met kelder, een keuken, een ziekenboeg, een wasserij, enkele gastenkamers, een gratiehuis en een priorkamer. Ook was er een kamer voor de heer van Warmond beschikbaar. Verder waren er een boerderij en een bierbrouwerij aanwezig.
Het kerkgebouw was eenvoudig uitgevoerd. Aanvankelijk had het een rieten dak, totdat een schenking het mogelijk maakte dit te vervangen door leisteen. In de kerk zijn enkele personen begraven, waaronder de stichter van het klooster, Jan van den Woude. Naast de kerk lag het kerkhof, waar onder andere leden van de familie Van Alkemade zijn begraven. In het klooster werden diverse relikwieën bewaard van Sint Basilla, Sint Victor en het Thebaanse Legioen.